# 长江读书奖事件
长江读书奖事件是发生于2000年的一起关于《读书》杂志主编汪晖的《汪晖自选集》是否应该获奖的社会事件，在中华人民共和国学术界引发广泛争议。

## 概略
1999年10月，李嘉诚基金会捐资100万，与《读书》杂志设立“长江《读书》奖”，奖金总额为99万人民币。评选结果显示，作为《读书》杂志主编的汪晖的《汪晖自选集》也获奖。
三联书店（《读书》杂志出版单位）负责人董秀玉认为，“作为《读书》主编参与此项活动，没什么不妥”。而葛剑雄表示，“这次评奖违背了一条基本规则——主办者不得包括在评选范围之内。” 秦晖认为，评奖要坚持程序正义。
徐友渔认为，这起事件对于“中国知识分子反省、摆脱旧习惯，增强理性和公共意识”具有重要意义。

## 相关书籍
- 中华读书网编，《学术权力与民主——“长江《读书》奖”论争备忘》，鹭江出版社，2000年[5]